# Асадуллин, Раиль Мирваевич
Раи́ль Мирва́евич Асаду́ллин (род. 25 апреля 1953 года, д. Чишмы Чишминского района БАССР) — российский педагог, бывший ректор Башкирского государственного педагогического университета им. М. Акмуллы. Депутат Государственного Собрания — Курултая Республики Башкортостан IV и V созывов.

## Биография
В 1970 году после окончания школы работал учителем Кляшевской восьмилетней школы Чишминского района. С 1971 по 1973 год служил в армии. После службы в рядах Советской Армии поступил в Башкирский государственный педагогический университет, после окончания второго курса Раиль Асадуллин работал в интернациональном студенческом отряде «Товарищ», в городе Галле студенты прокладывали трубы в траншеи.
В 1978 году окончил Башкирский государственный педагогический университет по специальности «учитель химии и биологии». В институте был секретарём комитета ВЛКСМ.
Учился в аспирантуре с 1983 по 1986 годы, защитил кандидатскую (1987, «Деятельность комсомольской организации педагогического института по формированию профессионально значимых качеств будущего учителя») и докторскую (2000, «Формирование личности учителя как субъекта педагогической деятельности») диссертации.
С 1997 по 2001 год работал проректором по учебно-воспитательной работе БГПУ; с 2001 по 2005 год — проректор по учебной работе БГПУ.
С 2005 года — профессор, ректор Башкирского государственного педагогического университета им. М. Акмуллы, главный редактор журнала «Педагогический журнал Башкортостана». Автор более 80 научных работ, в том числе 5 монографий.
Член партии «Единая Россия». Депутат, председатель Комитета по образованию, культуре, молодёжной политике и спорту Государственного Собрания — Курултая Республики Башкортостан двух созывов. Действительный член Международной Академии Наук педагогического образования.
Женат, трое сыновей.

## Награды и звания
- Медаль ордена «За заслуги перед Отечеством» II степени (22 мая 2014 года) — за достигнутые трудовые успехи, значительный вклад в социально-экономическое развитие Российской Федерации, реализацию внешнеполитического курса Российской Федерации, заслуги в гуманитарной сфере, многолетнюю добросовестную работу, активную общественную деятельность[5]
- Медаль «За трудовую доблесть» (1981)
- Орден Салавата Юлаева (2008)
- Медаль Совета Ассамблеи народов Российской Федерации «Дружба и единство народов России» (2009)
- Отличник народного просвещения РСФСР (1986)
- Отличник просвещения СССР (1991)
- «Заслуженный работник народного образования Республики Башкортостан» (1995);
- «Заслуженный работник высшей школы Российской Федерации» (2003);
- Орден «За заслуги перед Республикой Башкортостан» (2023).